# Leó Weiner
Leó Weiner (ur. 16 kwietnia 1885 w Budapeszcie, zm. 13 września 1960 tamże) – węgierski kompozytor i pedagog muzyczny.

## Życiorys
W latach 1901–1906 studiował pod kierunkiem Hansa Koesslera w Akademii Muzycznej w Budapeszcie. W latach 1907–1908 pracował jako korepetytor w budapeszteńskim teatrze Népszínház-Vígopera. Od 1908 do 1957 roku był wykładowcą Akademii Muzycznej w Budapeszcie, gdzie początkowo nauczał teorii, później kompozycji i kameralistyki. Otrzymał nagrodę im. Erkela (1906), Coolidge Prize (1922) oraz dwukrotnie nagrodę im. Kossutha (1950, 1960). W 1953 roku rząd węgierski przyznał mu tytuł zasłużonego artysty.
Tworzył w idiomie romantycznym, w późniejszym okresie swojej twórczości na szerszą skalę zaczął wykorzystywać elementy węgierskiej muzyki ludowej. Dokonał transkrypcji na orkiestrę wielu utworów J.S. Bacha, Franza Schuberta, Hectora Berlioza, Ferenca Liszta, Piotra Czajkowskiego i Béli Bartóka. Do grona jego uczniów należeli m.in. Antal Doráti, Georg Solti, Eugene Ormandy, János Starker, Géza Anda i Tibor Varga.

## Prace
(na podstawie materiałów źródłowych)
- Összhangzattanra előkészítő jegyzetek (Budapeszt 1910; wyd. 3. pt. Az összhangzattan előkészítő iskolája Budapeszt 1917)
- A zenei formák vázlatos ismertetése (Budapeszt 1911)
- Elemző összhangzattan: Funkciótan (Budapeszt 1944)
- A hangszeres zene formái (Budapeszt 1955)

## Wybrane kompozycje
(na podstawie materiałów źródłowych)

### Utwory orkiestrowe
- Scherzo (1905)
- Serenada na małą orkiestrę (1906)
- Farsang na małą orkiestrę (1907)
- Concertino na fortepian i orkiestrę (1923)
- Katonásdi (1923)
- suita Magyar népi táncok (1931)
- 5 divertimenti (I na orkiestrę smyczkową 1934, II „Magyar népi dallamok” na orkiestrę smyczkową 1938, III „Impressioni ungheresi” 1950, IV 1951, V 1951)
- Romanze na wiolonczelę, harfę i smyczki (1949)
- Változatok egy magyar népdal felett (1949)
- 2 koncerty skrzypcowe (I 1950, II 1957)
- Három magyar népi tánc na orkiestrę salonową (1951)
- Ünnepi hangok (1951)
- poemat symfoniczny Toldi (1952)
- Passacaglia (1955)
- Magyar gyermek-és népdalok na małą orkiestrę (1955)

### Utwory kameralne
- Scherzo na kwintet smyczkowy (1905)
- Magyar ábránd na tárogató i cymbały (1905)
- 3 kwartety smyczkowe (I Es-dur 1906, II fis-moll 1921, III G-dur „Pastorale, phantaisie et fugue” 1938)
- Trio smyczkowe (1908)
- Ballade na klarnet lub altówkę i fortepian (1911)
- 2 sonaty skrzypcowe (I D-dur 1911, II fis-moll 1918)
- Romanze na wiolonczelę i fortepian (1921)
- Peregi verbunk na skrzypce lub altówkę lub klarnet i fortepian (1951)
- Bevezetés és csürdöngölö na kwintet dęty i kwintet smyczkowy (1957)

### Utwory fortepianowe
- Tarantella na 2 fortepiany na 8 rąk (1905)
- Változatok (1905)
- Caprice (1908)
- Präludium, Nocturne und Scherzo (1911)
- Miniatür-Bilder (1918)
- Lakodalmas (1936)
- Passacaglia (1936)
- Három magyar népi tánc (1941)
- Változatok egy magyar népdal fölött (1950)
- Suita na 2 fortepiany (1950)
- Farsang na 2 fortepiany (1950)
- Magyar népi muzsika (1953)

### Utwory wokalne
- Agnus Dei na chór (1906)
- Gloria na chór (1906)

### Utwory sceniczne
- opera A gondolás (nie wystawiona, zaginiona)
- balet Csongor és Tünde (1927, wyst. Budapeszt 1930)